# アフリカチヌ
アフリカチヌ (Common two-banded sea bream) は、タイ科の魚である。

## 概要
体長は約45cmに達し、記録された最大の体重は1.3kgになる。体色は銀灰色で、鰓付近と尾びれの付け根付近の2箇所に目立つ黒い縦縞を持つ。また目付近にも、あまりはっきりしない黒い縦縞がある。通常は背中側に金色の線を持つ。
唇はやや厚く、各顎には、8つの明るい茶色の切歯を持つ。地中海西部では10月から11月、地中海東部では12月から1月に出産する。
荒々しい種であり、多くの固体により構成される群れを作ることがある。浅瀬では、しばしば他の似た種も含めて小さな群れを作る。
成体は底生の無脊椎動物、甲殻類、蠕虫、軟体動物等を食べる。重要な食用魚とみなされている。

## 分布と生息域
地中海、黒海、大西洋東部のに広く分布し、水深0-160m、特に0-30mに棲息する。
岩場や砂場、海藻域の海底に棲む。砂場では、砂を掘る種の後に見られることが多く、彼らの食物の横取りを狙っている。

## 釣り
しばしば網、梁、延縄等で漁獲される。地域によって、漁師の重要な漁獲の1つであり、魚市場にも並ぶ。
スポーツフィッシングでは、しばしば岸またはボート上から、釣り竿、釣り糸、生餌で釣るか、浅瀬で浮きを付けたリグによって釣る。餌は何でも食べ、小さな魚肉、蠕虫、小エビ、軟体動物、様々なペースト、パン、チーズ等でも釣ることができる。生きたエビを餌として用いて、ヨーロピアンシーバスやヨーロッパキダイのトローリングの際に混獲されることもある。
大きな個体は、しばしば水中銃で漁獲される。

## 料理
特に大きな個体は、最も味の良い魚の1つである。オリーブ油、ニンニク、パセリ、レモン汁とともにバーベキューすると御馳走になる。ウナギのような脂肪の多い魚と煮込むと、素晴らしい味、香りになる。
小さな個体は、スープや炒め物にする。